# (20840) Borishanin
(20840) Borishanin (2000 UF58) – planetoida z grupy pasa głównego asteroid okrążająca Słońce w ciągu 4,14 lat w średniej odległości 2,58 j.a. Odkryta 25 października 2000 roku.